# Cien caracoles argentinos
Cien caracoles — conocido también como Cien caracoles argentinos o 100 caracoles argentinos— de los autores Carlos Núñez Cortés y Tito Narosky, es la primera obra de divulgación científica sobre este tema que se edita en Sudamérica. Este libro constituye una guía de campo que cubre la totalidad del mar territorial argentino. La mayoría de las especies tratadas son compartidas con los países limítrofes costeros (Uruguay, Chile y sur de Brasil), con excepción de 9 de ellas que pueden considerarse exclusivamente endémicas argentinas.
En el libro se describen 100 moluscos marinos (63 gastrópodos y 37 bivalvos). Cada una de las especies tiene una página propia con fotografías a color, donde se incluyen datos sobre la taxonomía, descripción morfológica y distribución geográfica. Cuenta con glosarios, dibujos e índices que facilitan la tarea del especialista y además guías de ayuda para la recolección, limpieza, identificación y conservación de las especies.